# Nyctibatrachus sylvaticus
Nyctibatrachus sylvaticus és una espècie de granota que viu a l'Índia.